# Sankt Morten
Sankt Morten (ca. 315 – 11. november 397) er en katolsk helgen. Han kaldes også Sankt Martin, Martin af Tours og på dansk Morten Bisp. Han er skytshelgen for husdyr og tiggere og er den franske nationalhelgen.
Han kom fra Sabaria i den romerske provins Pannonien (det nuværende Szombathely i Ungarn), men flyttede tidligt til Pavia i Italien. Mortens far var en højtstående officer i den romerske hær, og da Morten var 15 år gammel, måtte han også tjene i hæren. Han blev udstationeret i Gallien (det nuværende Frankrig).

## Historie
En af de mest kendte historier handler om en kappe – en soldaterkappe – som han splittede i to og gav den ene halvdel til en frysende tigger. Samme nat fik han et syn, hvor Jesus fortalte ham, at han selv var den arme tigger. Han drømte også, at Jesus gav ham den halve kappe tilbage.
Da Morten vågnede næste morgen, var hans kappe hel igen. Kappen gav anledning til ordet "kapel", og den opbevares i dag i et kapel i Paris.
På grund af drømmen og miraklet lod Skt. Morten sig døbe næste dag. Han forlod hæren og blev munk i nærheden af Tours, hvor han grundlagde et kloster i Poitiers.
Morten missionerede på ture i det vestlige og centrale Frankrig. Han blev derved så populær, at befolkningen i Tours valgte ham som biskop den 4. juli i år 371. Han nægtede dog at bo inden for bymuren og lod derfor et kloster opføre udenfor. Klosteret blev senere kendt som Marmoutier.

## Traditioner
Ifølge overleveringen ønskede Skt. Morten ikke at være biskop. Han gemte sig i et skur fyldt med gæs, men de skræppede op og afslørede ham. Morten (Martin af Tours) blev nu mod sit ønske udnævnt til biskop den 4. juli år 371. Efter hans død den 11. november 397 blev han begravet i Tours, og dagen blev indført som en officiel gåseslagtedag, i Danmark kaldet Mortensdag.
Denne historie er grunden til, at man i Danmark traditionelt spiser gås eller and Mortens aften den 10. november.
I Flandern og store dele af Tyskland, Østrig og Holland går børnene i procession med lanterner på Mortens aften. Forrest rider en mand udklædt som Skt. Morten, mens børnene synger om Skt. Morten og lanternerne. Lanterneoptog findes også i Danmark.
Et gammelt dansk vejrvarsel siger, at vejret på Mortensaften varsler vejret juleaften. Hvis vejret er mildt på Mortensaften, bliver det hvid jul.
Martin Luther blev født den 10. november og er opkaldt efter Den Hellige Martin, da katolikker ofte navngiver børn efter en helgen.